# Ivo Omrčanin
Ivo Omrčanin (Podgrađe, 1. listopada 1913. – 2002.), bio je hrvatski emigrantski povjesničar, istraživač i teolog.

## Životopis
Ivo Omrčanin rodio se u Podgrađu 1913. godine. Doktorirao je bogoslovlje na sveučilištu Gregoriani u Rimu 1939. godine, kanonsko pravo u Parizu 1940. i pravo u Trstu 1944. godine. Za vrijeme NDH radio je u Ministarstvu vanjskih poslova kao nadstojnik Talijanskog odsjeka, vicekonzul, opunomoćeni ministar i voditelj protokola ministarstva. Nakon sloma NDH boravi u Rimu a nakon toga odlazi u SAD.
Zabilježeno je njegov rad objavljen u spomen-knjizi 35. međunarodnog euharistijskog kongresa održanog 1952. Barceloni.
U SAD-u je Omrčanin bio profesor u Worcesteru i Indiani.
Bio je tajnikom Političkog odjela Ministarstva vanjskih poslova NDH.
Pisao je za hrvatske emigrantske časopise Republika Hrvatska, Hrvatska misao, Journal of Croatian Studies, Hrvatskoj reviji, a djela mu je tiskala i Croatian Academy of America. Pisao je i za neke hrvatske časopise.
Suprug je autorice Margaret Stewart Omrčanin.

## Znanstveni rad
U djelima se bavio poviješću Hrvata, a značajan dio njegovog rada su teme iz Drugog svjetskog rata i poraća. Među ostalim je tvrdio da je broj hrvatskih žrtava na Bleiburgu bio "točno" 550.000 ljudi
Pored tih tema, bavio se i pravoslavnom mariologijom (djelo De Immaculata Conceptione B. V. Mariae in Ecclesia serbica et russica).
U radovima zauzima stav da su Hrvati bili najveće žrtve drugoga svjetskoga rata na području Jugoslavije.
U istraživačkom radu je zaslužan za pronalaske vrijednih povijesnih dokumenata, kao što je memorandum (spomenica) dr. Ante Pavelića i Vlade NDH feldmaršalu Haroldu Aleksandru, vrhovnom zapovjedniku savezničkih vojnih snaga u Italiji kojeg su mu trebali uručiti zarobljeni engleski zrakoplovci.
Za sebe je tvrdio da je "designiranim hrvatskim poslanikom u Trećem Reichu i istaknutim sudionikom Lorkovićeva i Vokićeva pokušaja".
Prema njegovim tvrdnjama, s Ljubom Karamanom je poduzeo akciju dovlačenja Višeslavove krstionice iz Italije (Venecije) na Duhove 1942. godine.

## Djela
- Hrvatska, Washington, 1941., (pon. izdanje 1989.)
  - Hrvatska, Zagreb, 1990.
- Zadruga croata, ossia: La comunita di famiglia in Croazia, Rim, 1952.
- Gregorius VII: de pace inter populos servanda, Barcelona, 1952.
- Granice Države Hrvatske, Buenos Aires, 1955.
- Istina o Draži Mihailoviću, New York-München, 1957.
- Graziano e la Croazia, Chicago, 1958.
- Kroatische Priester ermordet von Tschetniken und Kommunisten, München, 1959.
- Dokumente ueber Greueltaten der Tschetniken und Kommunisten in Kroatien (1941-1945), München, 1960.
- Martires de la fe: los sacerdotes croatas asesinados por los chetniks y los comunistas, Buenos Aires, 1961.
- Seed of blood, Sydney, 1961.
- Martyrologe croate: (1940-1951), Pariz, 1962.
- De Immaculata Conceptione B. V. Mariae in Ecclesia serbica, Rim, 1967.
- De Immaculata Conceptione B. V. Mariae in Ecclesia serbica et russica, Rim, 1967.
- Diplomatische und politische Geschichte Kroatiens, Neckargemünd, 1968.
  - Diplomatic and political history of Croatia, Philadelphia, 1973.
  - Diplomatska i politička povijest Hrvatske 1 i 2, Washington, 1991.
- "Sovjetska Hrvatska": teza, antiteza, sinteza bratstva i jedinstva hrvatskih komunista, Chicago, 1970.
- Economic wealth of Croatia , Philadelphia, 1973.
- Sacred Crown of the Kingdom of Croatia, Philadelphia, 1973.
- Pro-allied putsch in Croatia in 1944 and the massacre of Croatians by Tito communists in 1945, Philadelphia, 1975.
- Hrvatska i hrvatski komunisti, Indiana, 1976. (2. izd.)
- Zagreb: Croatian spring, Philadelphia, 1976.
- End of the Croatian army at Bleiburg, Austria in May 1945 according to English military documents, New York, 1978. (zajedno s Jerom Jarebom)
- Croatian government's memorandum to the allied headquarters Mediterranean, May 4, 1975, New York, 198?. (zajedno s Jerom Jarebom)
- Dramatis personae and finis of The Independent State of Croatia in American and British documents, Bryn Mawr, 1983.
- Enigma Tito, Washington, 1984.
- Forced conversions of Croatians to the Serbian faith in history, Washington, 1985.
- Holocaust of Croatians, Washington, 1986.
- Tito, Washington, 1986.
- Croatia 1941-1945: before and after, Washington, 1988.
  - Hrvatska 1941. – 1945.: prije i poslije, Washington, 1988. (prošireno izd.)
- Anglo-American Croatian rapprochement , Washington, 1989.
- Hrvatska 1941: 1 i 2, Zagreb, 1989.
- Hrvatska 1942, Zagreb, ?
- Hrvatska 1943, Zagreb, ?
- Hrvatska 1944, Zagreb, 1990.
- Hrvatska 1941-1945., Zagreb, 1990.
- L'influence du droit canonique sur le droit coutumier Croate, Washington, 1990.
- U Zagrebu 1990., Zagreb, 1991.
- Hrvatska: 1945, Washington, 1991.
- Da budućnost ne propadne: proklamacija, program, pravila Nove stranke, Zagreb, 1991.
- Ratna povijest Hrvatske, 1-4, Washington, 1993.
- Mit bogova u predpovijesti Hrvatske, Washington, 1993.
- Stvaranje kršćanstva u Hrvata, Washington, 1994.
- Croatia rediviva, Washington, 1995.
- King of Croatia c.530-c.490 B.C, Washington, 1996.

### Članci u "Hrvatskoj reviji"
- Da li je moguć između Talijana i Hrvata "gentleman agreement"?

## Vanjske poveznice
- Leksikon Hrvata u Argentini[neaktivna poveznica] Ivo Omrčanin